# خورشیدپرتو برمه‌ای
خورشیدپرتو برمه‌ای یا خورشیدپرتو سارونی، (نام علمی: Curetis saronis) گونه‌ای از پروانه‌ها وابسته به خانواده گرگ‌پروانگان است که در قلمرو ایندومالایا یافت می‌شود.

## پراکندگی
هند شرقی، آسام سلهت تا میانمار (ssp. gloriosa Moore، [۱۸۸۴])، تایلند (ssp. indosinica Fruhstorfer، ۱۹۰۸)، هندوچین. سوماترا (ssp. sumatrana Corbet، ۱۹۳۷)، سنگاپور. پولائو رومبیا. زیرگونه‌ها از جزایر نیکوبار توصیف شده‌اند.